# Sally Irvine
Sally Irvine (...) è un'ex tennista australiana.

## Carriera
In carriera ha raggiunto una finale di doppio al Sunsmart Victorian Open nel 1972, in coppia con Patricia Coleman. Nei tornei del Grande Slam ha ottenuto il suo miglior risultato raggiungendo le semifinali di doppio agli Australian Open nel 1973, in coppia con la connazionale Cynthia Doerner.

## Statistiche

### Doppio

#### Finali perse (1)
| Numero | Anno             | Torneo                             | Superficie | Compagna         | Avversarie in finale         | Punteggio     |
| 1.     | 26 novembre 1972 | Sunsmart Victorian Open, Melbourne |            | Patricia Coleman | Evonne Goolagong Janet Young | 6-2, 4-6, 3-6 |